# 瀬戸道一
瀬戸 道一（せと みちかず、1899年（明治32年）8月1日 - 1974年（昭和49年）10月17日）は、昭和時代前期の朝鮮総督府官僚。咸鏡南道知事、京畿道知事。

## 経歴
瀬戸新左衛門の六男として広島県に生まれる。1924年（大正13年）東京帝国大学法学部独法科を卒業し高等試験に合格。同年朝鮮総督府に出仕し、全羅北道内務部学務課長、同地方課長、江原道財務部長、京畿道財務部長、新義州税関長、江原道警察部長、平安南道警察部長、慶尚北道内務部長、京畿道警察部長などを経て、1942年（昭和17年）4月、咸鏡南道知事に就任した。のち京畿道知事となった。

## 親族
- 義兄：鏑木外岐雄（動物学者）[2][6]